# Sociedad Deportiva Ceuta
La Sociedad Deportiva Ceuta fou un club de futbol espanyol de la ciutat de Ceuta.
Va ser fundat el 1932 després de la fusió de Ceuta Foot-ball Club (1922) i Cultura Sport Ceutí (1920), amb el nom Ceuta Sport Club. L'any 1941 adoptà el nom Sociedad Deportiva Ceuta. Va jugar a segona divisió el 1939 i de 1941 a 1946, i la temporada 1950-51. L'any 1956 es fusionà amb el Club Atlético Tetuán per formar l'Atlético Ceuta.
Evolució dels principals clubs de Ceuta:
- Ceuta Sport Club (1932-1941) → Sociedad Deportiva Ceuta (1941-1956)
- Club Atlético Ceuta (1956–2013) → Agrupación Deportiva Ceuta Fútbol Club (2013–)
- Club Deportivo Imperio de Ceuta (1958–)
- Agrupación Deportiva Ceuta (1969–1991)
- Club Ceutí Atlético (1996–1997)
- Asociación Deportiva Ceuta (1997–2012)

## Temporades
Ceuta SC
| Temporada | Nivell | Divisió    | Posició | Copa del Rei |
| --------- | ------ | ---------- | ------- | ------------ |
| 1939–40   | 2      | 2a Divisió | 7è      |              |

SD Ceuta
| Temporada | Nivell | Divisió    | Posició | Copa del Rei |
| --------- | ------ | ---------- | ------- | ------------ |
| 1940–41   | 3      | 3a Divisió | 1r      |              |
| 1941–42   | 2      | 2a Divisió | 5è      |              |
| 1942–43   | 2      | 2a Divisió | 1r      |              |
| 1943–44   | 2      | 2a Divisió | 8è      |              |
| 1944–45   | 2      | 2a Divisió | 9è      |              |
| 1945–46   | 2      | 2a Divisió | 14è     |              |
| 1946–47   | 3      | 3a Divisió | 3r      |              |
| 1947–48   | 3      | 3a Divisió | 4t      |              |
| 1948–49   | 3      | 3a Divisió | 6è      |              |
| 1949–50   | 3      | 3a Divisió | 1r      |              |
| 1950–51   | 2      | 2a Divisió | 14è     |              |
| 1951–52   | 3      | 3a Divisió | 5è      |              |
| 1952–53   | 3      | 3a Divisió | 7è      |              |
| 1953–54   | 3      | 3a Divisió | 5è      |              |
| 1954–55   | 3      | 3a Divisió | 1r      |              |
| 1955–56   | 3      | 3a Divisió | 1r      |              |